# Pizzicato Five VS Darlin'of Discotheque
『Pizzicato Five VS Darlin'of Discotheque』（ピチカート・ファイヴ・ヴァーサス・ダーリン・オブ・ディスコティック）は、1999年11月20日に発売されたピチカート・ファイヴ通算4作目のリミックス・アルバム。

## 解説
- 本作は同時発売『ピチカート・ファイヴ』収録曲をピックアップしてリミックスを施したアルバム。
- アナログ単独発売のリミックス・アルバムは『FREE SOUL 2001』以来、6年ぶりとなる。

## 収録曲

### SIDE A
1. Goodbye Baby & Amen 4:27
2. 20th Century Girl 4:39
3. LOUDLAND! 3:44

### SIDE B
1. Wild Strawberry Beats 3:38
2. Wild Strawberry Boogie 8:21